# Worona (przystanek kolejowy)
Worona (ukr. Ворона, ros. Ворона) – przystanek kolejowy w miejscowości Worona, w rejonie kołomyjskim, w obwodzie iwanofrankiwskim, na Ukrainie. Położony jest na linii Lwów – Czerniowce.
Przystanek istniał przed II wojną światową.